# Virslīga 2001
In 2001 werd het 27ste voetbalseizoen gespeeld van de Letse Virslīga. De competitie werd gespeeld van 7 april tot 10 november, Skonto werd kampioen. 

## Eindstand
| Plaats | Club                  | Wed. | W  | G | V  | Saldo  | Ptn. |
| ------ | --------------------- | ---- | -- | - | -- | ------ | ---- |
| 1.     | Skonto Riga           | 28   | 22 | 2 | 4  | 94-26  | 68   |
| 2.     | FK Ventspils          | 28   | 22 | 1 | 5  | 69-21  | 67   |
| 3.     | Liepājas Metalurgs    | 28   | 20 | 4 | 4  | 60-24  | 64   |
| 4.     | Dinaburg FC           | 28   | 15 | 5 | 8  | 60-29  | 50   |
| 5.     | PFK Daugava Riga      | 28   | 12 | 2 | 14 | 37-38  | 38   |
| 6.     | Valmieras FK          | 28   | 5  | 4 | 19 | 28-56  | 19   |
| 7.     | FK Riga               | 28   | 3  | 5 | 20 | 25-72  | 14   |
| 8.     | FK Zibens/Zemessardze | 28   | 1  | 1 | 26 | 11-118 | 4    |

- Policijas FK en LU/Daugava fuseerden tot PFK Daugava
- FK Zibens/Zemessardze wijzigde voor de seizoensstart de naam in Stalkers/Zemessardze en nam na speeldag 18 opnieuw de oude naam aan.

|  | Kampioen, geplaatst voor eerste voorronde UEFA Champions League 2002/03 |
|  | Geplaatst voor voorronde UEFA Cup 2002/03                               |
|  | Geplaatst voor eerste ronde Intertoto Cup 2002                          |
|  | Degradatie                                                              |

## Kampioen
| Virslīga 2001               |
| Letland                     |
| --------------------------- |
| SKONTO Kampioen (10° titel) |